# Erwachsenen- und Weiterbildung

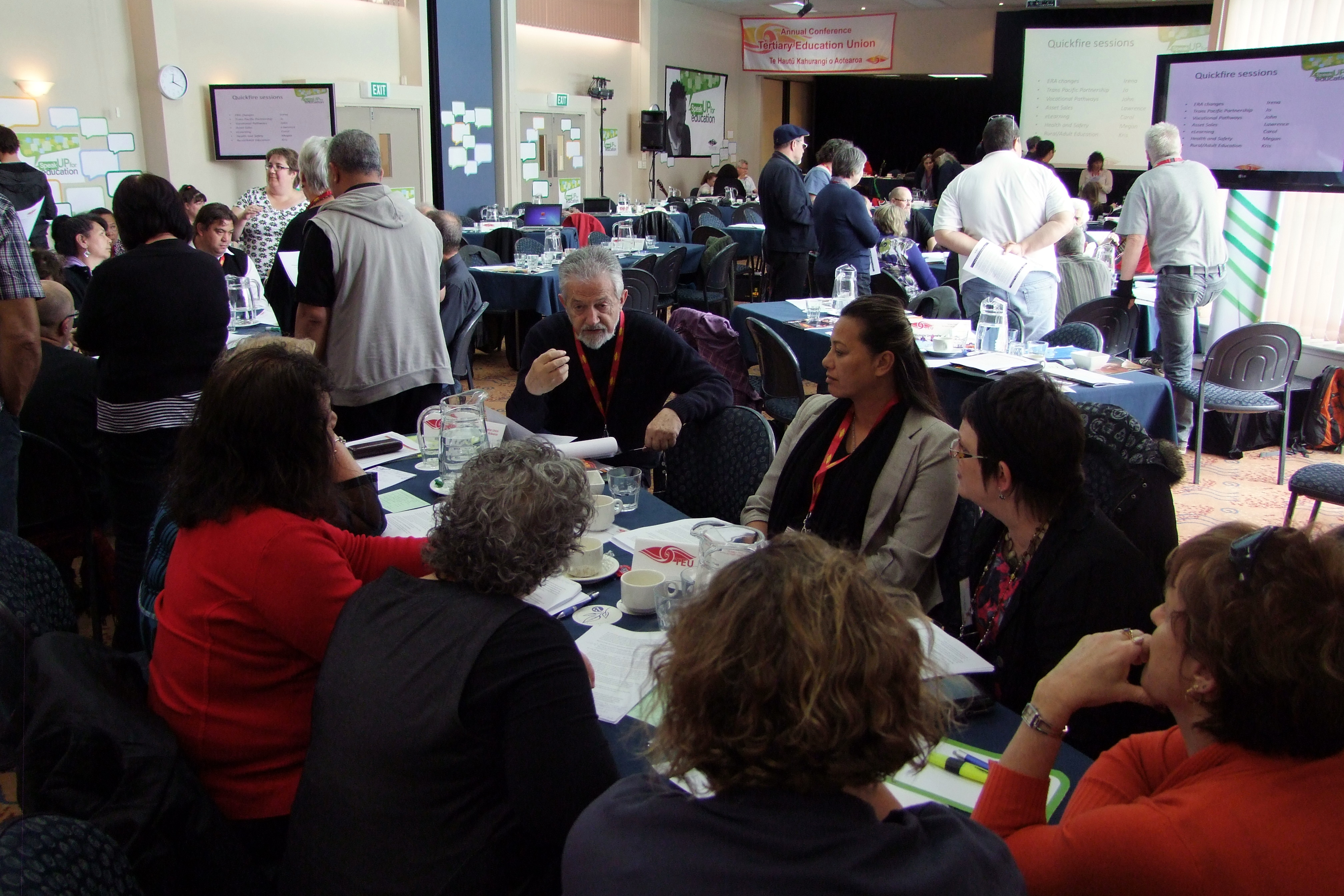
Exemplarische Situation – hier in Form eines Workshops

Erwachsenenbildung und Weiterbildung sind nach dem Deutschen Bildungsrat die „Fortsetzung oder Wiederaufnahme organisierten Lernens nach Abschluss einer unterschiedlich ausgedehnten ersten Bildungsphase“. Sie dienen der Vertiefung, Erweiterung, Aktualisierung oder dem Erwerb von Wissen, Fähigkeiten (Kompetenzen) sowie Fertigkeiten von Menschen, die eine erste Bildungsphase abgeschlossen haben und in der Regel erwerbstätig sind oder waren beziehungsweise in der Familie gearbeitet haben. Zur Erwachsenenbildung zählt auch der Erwerb von weiterführenden allgemeinen Schulabschlüssen auf dem Zweiten Bildungsweg, die berufliche Weiterbildung sowie die politische Bildung. Die Erwachsenen- und Weiterbildung ist durch eine Vielfalt von Trägern unterschiedlicher Wertorientierungen, Inhalten, Methoden und Arbeitsformen gekennzeichnet. Bildungsträger sind die öffentlichen Träger (staatliche und kommunale), freie Träger, Betriebe sowie privatgewerbliche Träger. Die in der Erwachsenenbildung beruflich tätigen Personen werden in der Regel als Erwachsenenbildner/-in, Dozent/-in oder Bildungsreferent/-in bezeichnet.

## Begriff
Die Begriffe Erwachsenenbildung, Weiterbildung, Qualifizierung und Andragogik werden manchmal synonym, manchmal im Sinne gesonderte Bildungsstufen verwendet. In der wissenschaftlichen und professionell-praktischen Fachliteratur überwiegt die Beschreibung der nachschulischen Bildung als Erwachsenen-/Weiterbildung oder Erwachsenenbildung und Weiterbildung. In der Vergangenheit war die Bezeichnung Volksbildung für Weiterbildung üblich; heute ist sie auf die Volkshochschulen als wichtigste Institutionen der öffentlichen Erwachsenenbildung beschränkt.
Im Unterschied zur Erwachsenenbildung oder Weiterbildung ist eine Fortbildung eine ergänzende und fortlaufende Ausbildung in Bezug auf einen erlernten Beruf, beispielsweise das Erlernen einer zusätzlichen Methode, oder die Ausbildung zum Meister oder Techniker. Nach dieser Unterscheidung führt
- Weiterbildung die Bildung über die bisherige fachliche Ausrichtung hinaus weiter;
- Fortbildung die Bildung im eigenen Fach fort, indem sie vorhandenes Wissen vertieft und aktualisiert.

## Überblick
Allgemein wird die Erwachsenen- und Weiterbildung in Deutschland nach verschiedenen Kriterien geordnet.
- die berufliche Weiterbildung
- die allgemeine Weiterbildung, darunter auch der Erwerb von weiterführenden allgemeinen Schulabschlüssen auf dem Zweiten Bildungsweg
- die politische Weiterbildung

Grad der Formalisierung:
- formales Lernen als abschlussbezogene Bildung/Weiterbildung
- non-formales Lernen als nicht abschlussbezogene Bildung/Weiterbildung
- informelles Lernen als freies, nicht institutionalisiertes Lernen

Formen der beruflichen Weiterbildung:
- Weiterbildung am Arbeitsplatz (‚training on the job‘): Fortbildung am angestammten Arbeitsplatz in einem Betrieb
- Betriebliche Weiterbildung (‚Training near the job‘): Fortbildung/Weiterbildung im Betrieb, aber nicht am bisherigen Arbeitsplatz
- Überbetriebliche Weiterbildung (‚Training off the job‘): Weiterbildung, die außerhalb eines Betriebs stattfindet

Neue Medien in der Erwachsenenbildung/Weiterbildung:
- E-Learning
- integriertes Lernen (Blended Learning)
- computergestütztes Lernen
- Serious Mobile Learning[10]

Die „AES-Studie“ (Adult Education Survey) der Europäischen Union gliedert die verschiedenen Arten der Weiterbildung noch nach der funktionale Zuordnung (nichtberuflich/beruflich), nach den Trägern (öffentlich/privat), nach der Finanzierung (betrieblich, individuell) und den Teilnahmegründen (beruflich, privat).
Dem klassischen Bildungsverständnis, nach dem ein Lehrer den Lernenden Inhalte vermittelt, kommt immer weniger Bedeutung zu. In manchen Branchen ist es kaum mehr möglich, dass sich der Lehrer in der vollen Breite auf dem neuesten Stand des Fachwissens hält. Auch wird mit Einsatz neuer Medien das Lernen orts- und zeitunabhängig.
Für die Erwachsenenbildung/Weiterbildung werden eigene theoretische Grundlagen und erwachsenengerechte Lehrmethoden entwickelt oder angepasst.

## Geschichte
Erste Ansätze der Erwachsenenbildung zeigen sich im Zuge der Aufklärung bereits im 18. Jahrhundert, etwa bei der Gründung der Königlichen Dänischen Ackerakademie zu Glücksburg durch den Agrarreformer Philipp Ernst Lüders.
Die Ursprünge der Erwachsenenbildung in Deutschland gehen zurück auf Bemühungen der Arbeiterbildungsvereine im 19. Jahrhundert, die anfänglich deutlich emanzipatorische Ziele hatten. Hier gründen sich auch die ersten gewerkschaftlichen und sozialistischen Weiterbildungsinitiativen. Die Praxis der gegenwärtigen bundesdeutschen Erwachsenenbildung dagegen sieht sich eher in der Tradition des bürgerlichen Bildungsideals.
Lese- und Literaturgesellschaften boten im Bürgertum des 18. Jahrhunderts erste Ansätze. Ende des 19. Jahrhunderts entstanden die Volksbildungsvereine. Daneben entwickelte sich die Bewegung der Arbeiterbildung, die sich in der gewerkschaftlichen Bildungsarbeit fortsetzt. Erste Einsichten zur Notwendigkeit eines lebenslangen Lernens finden sich in der industrialisierten Gesellschaft Ende des 19. Jahrhunderts.
1871 wurde von bürgerlichen Kreisen die Gesellschaft für Verbreitung von Volksbildung gegründet. In den USA entstanden Ende des 19. Jahrhunderts Chautauquas als erste Veranstaltungen zur Massenweiterbildung.
Unabhängig davon entstanden in Deutschland die ersten Volkshochschulen, so z. B. die Humboldt-Akademie in Berlin. Einen nachhaltigen Einfluss auf die Entwicklung der Volkshochschulen in Deutschland hatte die dänische Heimvolkshochschule Grundtvigscher Prägung. Nikolai Frederik Severin Grundtvig gilt als der Begründer der ersten Volkshochschule überhaupt im Jahre 1844.
An der Universität Leipzig hatte Herbert Schaller (1899–1966, 1926–1933 Leiter der städtischen VHS) von 1949 bis 1964 eine Professur für die Theorie der Erwachsenenbildung inne, die in der DDR einflussreich war.
Im zwanzigsten Jahrhundert verfolgte Paulo Freire mit der Verbindung von Alphabetisierung und emanzipatorischer Bewusstseinsbildung einen innovativen Weg in der Erwachsenenbildung, an den in den angelsächsischen Ländern die Critical Pedagogy anknüpft.

## Gegenwart

### Lebenslanges Lernen und Wissensgesellschaft
Internationale Organisationen wie der UNESCO und der OECD setzten sich verstärkt seit den 1970er-Jahren für Lebenslanges Lernen ein. In den 1970er-Jahren wurde aber auch bereits radikale Kritik an diesem Konzept geübt. Lebenslanges Lernen wird in Deutschland als bildungspolitisches Programm verstanden, um eine „nachhaltige Modernisierung von Weiterbildung, Lernkultur und erziehungswissenschaftlicher Theoriebildung bewirken zu können“. Zum anderen sind damit auch Lernprozesse gemeint, die die gesamte Lebensspanne einschließen.
Die Aktualität des Lebenslangen Lernens hängt mit der Erkenntnis zusammen, dass sich die Gesellschaften am Übergang zu sogenannten „Wissensgesellschaften“ befinden. Schon heute spielt das Wissen unter wirtschaftlichen Gesichtspunkten die wichtigste Rolle.
„In den Schlussfolgerungen des Europäischen Rates von Lissabon wird bekräftigt, dass der erfolgreiche Übergang zur wissensbasierten Wirtschaft und Gesellschaft mit einer Orientierung zum lebenslangen Lernen einhergehen muss.“
Kritik kommt aus den Reihen der Sozialwissenschaften. Marcel Schütz kritisiert in der Frankfurter Rundschau, die zahlreichen Erklärungen und Dokumente zu gesellschaftlich erwünschten Auswirkungen des Lebenslangen Lernens stellten oft einseitig die attraktiven Schauseiten persönlicher und beruflicher Weiterbildung dar. Bei näherer Analyse falle auf, dass Wirtschaftsverbände und Politiker vor allem eine andauernde berufliche Anpassung und Flexibilität im Auge haben, wenn Weiterbildung als persönlicher Mehrwert behauptet werde. Die aufgehübschten Stellungnahmen machten aus dem Thema zuweilen deutlich mehr, als in der berufspraktischen Wirklichkeit festgestellt werden könne. Mit der entsprechenden Management- und Optimierungsrhetorik versehen werde das Berufsleben oft einseitig „als eine Art Fitnessprogramm“ diskutiert.

### Kooperativ-autonomes Lernen
Neben der klassischen Wissensvermittlung durch den Lehrer, ist Erwachsenenbildung heute auch kooperativ gestaltet. Selbstverantwortliche Menschen teilen miteinander ihr Wissen und ihre Erfahrung, um miteinander und voneinander zu lernen.
Stichworte sind: Entdeckendes Lernen, Lernen durch Tun, Projektunterricht, Lernen durch Lehren. Trainer in der Erwachsenenbildung gestalten die Lernumgebung. Sie helfen den Lernenden, ihre Lernziele zu finden, unterstützen sie als Moderator und Coach und begleiten sie beim Umsetzen des Gelernten in den beruflichen und privaten Alltag (Transfer).

### Inklusive Erwachsenenbildung
In der Inklusiven Erwachsenenbildung haben alle Menschen gleichermaßen Zugang zu Bildung, unabhängig von kulturellem, religiösem oder familiären Hintergrund. Inklusion ist eine wichtige sozialpolitische Herausforderung in der Erwachsenenbildung. Durch Begegnung, gemeinsames Lernen und Kooperation können bestehende soziale Grenzen abgebaut werden und neue verhindert werden. Alle Menschen werden als eine Gruppe gesehen, die verschiedene Bedürfnisse hat. Inklusion ist eine neue Sichtweise in der Soziologie und geht weit über das Konzept der Integrativen Pädagogik hinaus. Tatsächlich gibt es in der Erwachsenenbildung jedoch auch heute nur wenig inklusive Angebote.

### Migration
Die Erwachsenen- und Weiterbildung ist von besonderer Bedeutung für die gesellschaftliche und berufliche Integration von Menschen mit Migrationshintergrund. Der Abbau von Bildungsbenachteiligung erfordert die Öffnung von Bildungseinrichtungen und eine Weiterbildungsarbeit, welche die Unterschiedlichkeit (Diversität) von Teilnehmern berücksichtigt.

## Träger und Anbieter der Erwachsenen- und Weiterbildung
Die Erwachsenen- und Weiterbildung ist durch eine Vielfalt von Trägern unterschiedlicher Wertorientierungen und Inhalten, Methoden und Arbeitsformen gekennzeichnet.
Trägergruppen sind:
- staatliche und kommunale Träger
- Freie Träger, darunter, Verbände der freien Wohlfahrtspflege, Kirchen und Gewerkschaften
- Betriebe und berufsständische Kammern
- privatgewerbliche Träger

Anbieter der Erwachsenenbildung/Weiterbildung sind u. a.
- öffentliche Träger
  - aus dem Bereich der staatlichen Trägergruppe (seltener auch kommunalen, freien oder privatgewerblichen Trägergruppe):
    - neben dem Beruf: Abendgymnasien
    - in Vollzeit: Berufsoberschulen, Fachoberschulen und Kollegs (z. B. Münchenkolleg) an denen in Tagesform oder per Fernunterricht die Allgemeine Hochschulreife erworben werden kann und Studienkollegs für ausländische Studienbewerber
    - Hochschulen, zu deren gesetzlicher Aufgabe neben Lehre und Forschung auch die Weiterbildung gehört (Wissenschaftliche Weiterbildung) und

  - aus dem Bereich der kommunalen Trägergruppe
    - die Volkshochschulen und Heimvolkshochschulen
- aus dem Bereich der freien Trägergruppe:
  - Bildungswerke und Akademien von Gewerkschaften, Kirchen und Trägern der freien Wohlfahrtspflege,
  - Familienbildungsstätten (selten auch kommunale Trägergruppe)
- aus dem Bereich der betrieblichen Trägergruppe
  - Bildungszentren der berufsständischen Kammern (z. B. Industrie- und Handelskammer, Handwerkskammer) und
  - Bildungseinrichtungen in Betrieben,
- private nicht-gemeinnützige Anbieter mit Gewinnerzielungsabsicht (z. B. kommerzielle Anbieter, digitale Plattformen, MOOCs)

### Bildungsberatung
Weiterbildungsberatung im beruflichen Bereich bieten neben den Weiterbildungsträgern die Kammern, die zugleich meist Weiterbildungsanbieter sind. Trägerneutrale Beratung, oftmals auch für allgemeine Weiterbildung, bieten unabhängige Weiterbildungsberatungsstellen, die meist kommunal verankert sind. Je nach Schwerpunkt bieten diese Informationen zu Bildungswegen, Weiterbildungsangeboten, Fördermöglichkeiten, Wiedereinstieg nach Babypause und Verbraucherschutz; neben Informationsmaterial werden gewöhnlich auch orientierende Beratungsgespräche angeboten.

### Datenbanken und Nutzung
Informationen über Weiterbildungsangebote werden in ca. 170 Weiterbildungsdatenbanken bereitgestellt. Die Weiterbildungsdatenbanken können nach regionalen, bundesweiten, themenspezifischen und zielgruppenspezifischen Datenbanken unterschieden werden. Um ihre Qualität zu beurteilen, wurden Mindeststandards entwickelt, welche die Inhalte aufweisen sollten. Diese sind durch die DIN-PAS 1045 festgelegt.
Mehr Frauen als Männer greifen auf Datenbanken zurück – und ihr Anteil steigt, zuletzt auf 64 Prozent weiblicher Nutzer im Jahr 2014. Im Durchschnitt sind Weiterbildungswillige, die eine Datenbank konsultieren, 42,5 Jahre alt. 70 Prozent sind Arbeitnehmer, 13 Prozent Selbstständige, 8 Prozent arbeitslos. 2013 haben die Befragten 924 Euro für ihre Weiterbildung ausgegeben.
18 Prozent derjenigen, die in den Datenbanken recherchieren, nehmen daraufhin an einem Weiterbildungskurs teil und bewerten die Angebote in Schulnoten mit einer 2,4. Knapp 75 Prozent der Befragten bewerten die Suchmöglichkeiten und knapp zwei Drittel die Bedienerfreundlichkeit der Datenbanken mit gut oder sehr gut. Doch nur die Hälfte empfindet die Vollständigkeit der recherchierbaren Kurse und Seminare, also die Marktabdeckung, als gut oder gar besser.
Man unterscheidet zwischen Einthemenbefragungen, die sich auf die Weiterbildungsbeteiligung konzentrieren, und Mehrthemenbefragungen, die auch andere soziodemographischen Charakteristika erfassen. Prozessproduzierte Daten (Big Data) sind eine weitere Informationsquelle zu Bildungsprozessen Erwachsener.

## Recht und Weiterbildung
Das Recht auf freie Entfaltung der Persönlichkeit ist in verschiedenen Codices auf nationaler und internationaler Ebene festgeschrieben. Daraus ergibt sich auch eine staatliche Pflicht zur Förderung von Erwachsenenbildung. In Deutschland sind die unterschiedlichen Landesgesetze Grundlage der Förderung, die dementsprechend unterschiedlich gestaltet ist. Zumeist wird ein kooperativer Pluralismus von Anbietern (öffentliche, kirchliche, gewerkschaftliche usw.) gefördert.
Seit den 1970er-Jahren ist in Deutschland zu diesem institutionellen Ausbau der Versuch getreten, die individuelle Teilnahmemöglichkeit durch Bildungsurlaubs- oder Bildungsfreistellungsgesetze zu verbessern: Beschäftigte in den meisten Bundesländern haben das Recht, in der Regel 5 Tage jährlich für Zwecke der beruflichen und politischen Bildung (auch hier differieren die Ländergesetze) freigestellt zu werden. Nur eine Minderheit von etwa 1 % bis 2 % der Berechtigten macht aber von diesem Recht Gebrauch.

## Verbraucherschutz
Im Jahr 2002 wurde vom Bundesministerium für Bildung und Forschung (BMBF) im Haus der Stiftung Warentest das Team Weiterbildungstest initiiert. Zum Jahresende 2017 wurden die Weiterbildungstests eingestellt. Die Arbeitsgruppe führte pro Jahr etwa 12 bis 15 Tests im Bereich der offen zugänglichen beruflichen Weiterbildung durch. In die Tests wurden verschiedene Lernformen einbezogen (z. B. Präsenzunterricht, E-Learning oder Fernunterricht) und verschiedene Themenbereiche (z. B. Sprachkurse, kaufmännische Weiterbildungen, Weiterbildungen im Softskillbereich), aber auch solche Themen wie Weiterbildungsberatung oder Weiterbildungsdatenbanken. Die Tests wurden gemäß der Satzung der Stiftung Warentest durchgeführt, die Testergebnisse wurden regelmäßig in den Medien der Stiftung Warentest veröffentlicht. Zusätzlich wurden allgemeine Informationen in der kompakten Form von Leitfäden kostenlos zur Verfügung gestellt, z. B. zu den Themen „Weiterbildung finanzieren“, „Altenpfleger werden“ oder „Sprachen lernen“.

## Weiterbildungsbeteiligung
Die Weiterbildungsbeteiligung wird in Deutschland seit dem Jahr 2007 durch den Adult Education Survey (AES) erfasst. Der AES wird in allen Mitgliedsländern der EU durchgeführt und lässt somit einen europäischen Vergleich zu. Erhoben werden die Daten durch eine repräsentative Befragung, die die Teilnahme und die Nicht-Teilnahme an Weiterbildungsveranstaltungen erfasst. Zielgruppe der Befragung sind Personen zwischen 18 und 64 Jahren.

### Weiterbildungsbeteiligung nach Bereich
Die Ergebnisse des AES 2010 veranschaulichen die Weiterbildungsbeteiligung der Bevölkerung in Deutschland im Zeitraum von April 2009 bis Juni 2010. Die Weiterbildungsbeteiligung betrug in diesem Zeitraum 42 %. Seitdem ist die Weiterbildungsbeteiligung stark angestiegen. Im Jahr 2020 lag die Weiterbildungsbeteiligung der 18- bis 64-Jährigen bei 60 %. Den größten Teil nimmt die betriebliche Weiterbildung mit nun 48 % gegen 59 % im Jahr 2010 ein. Diese umfasst Weiterbildungsveranstaltungen, die in der Arbeitszeit stattfinden oder vom Betrieb angeordnet wurden. Individuelle berufsbezogene Weiterbildung wurde zu 9 % gegenüber 23 % im Jahr 2010 wahrgenommen. Sie wird aus beruflichen Gründen wahrgenommen, steht jedoch nicht unmittelbar mit dem Beruf in Verbindung. Nicht-berufsbezogene Weiterbildung blieb mit 18 % stabil und der kleinste Bereich innerhalb der Weiterbildung. Sie wird nicht aus beruflichen Gründen wahrgenommen, sondern aus persönlichem Interesse.

### Weiterbildungsbeteiligung nach Veranstaltungsart
Im Rahmen der Weiterbildung werden mit 2010 47 % überwiegend Kurzveranstaltungen besucht, die eine Dauer von einigen Stunden bis hin zu höchstens einem Tag haben. Dieser Trend hat sich verstärkt. 2020 besuchten 62 % der Teilnehmer Kurzveranstaltungen. 27 % der besuchten Veranstaltungen sind mehrtägig (2010 27 %), 11 % (2010: 25 %) sind Veranstaltungen, die von mehreren Wochen bis hin zu mehreren Monaten gehen. Die Veranstaltungen können laut AES in vier Arten unterteilt werden. „Kurse und Lehrgänge, Kurzzeitige Bildungs- oder Weiterbildungsveranstaltungen, also Vorträge, Schulungen, Seminare oder Workshops, Schulungen am Arbeitsplatz und Privatunterricht in der Freizeit.“ „Themen der Veranstaltungen sind Wirtschaft, Arbeit und Recht mit 37% (2010: 31 %),[…] Natur, Technik und Computer mit 21% (2010: 26 %),[…] Gesundheit und Sport mit 18 %(2010: 16 %),[…] Sprachen, Kultur und Politik mit 10 % (2010: 12 %) sowie Pädagogik und Sozialkompetenz mit 7 % (2010: 11 %).“

### Weiterbildungsbeteiligung nach Geschlecht und Alter
Unter den Vollzeitbeschäftigten nehmen 69 % der Frauen und 65 % der Männer an Weiterbildungsveranstaltungen teil. 2020 beteiligen sich Männer häufiger als Frauen an betrieblicher Weiterbildung (50 % vs. 46 %), Frauen häufiger an individueller berufsbezogener (10 % vs. 8 %) und nicht berufsbezogener Weiterbildung (20 % vs. 15 %). Werden die Weiterbildungsteilnehmer in Altersgruppen betrachtet, so sind die jüngeren Teilnehmer am aktivsten. Die 14- bis 18-Jährigen nehmen mit 64 %, die 15- bis 24-Jährigen mit 65 %, die 35- bis 44-Jährigen mit 61 %, die 45- bis 54-Jährigen mit 62 %, die 55- bis 64-Jährigen 51 % und die 65- bis 69-Jährigen mit 25 % teil.

### Weiterbildungsbeteiligung nach Migrationshintergrund
Laut dem Nationalen Bildungsbericht Deutschland 2016 nehmen Menschen mit Migrationshintergrund in Deutschland in deutlich geringerem Maße an Weiterbildungen teil als diejenigen ohne Migrationshintergrund (8,4 % gegenüber 16,1 %). Während kaum Differenzen zwischen Personen mit und ohne Migrationshintergrund in der allgemeinen und der beruflichen Weiterbildung bestehen, bestehen große Unterschiede in der Beteiligung an der beruflichen Weiterbildung.
Im Vergleich zur 1. Generation (Menschen, die selbst zugewandert sind) liegt innerhalb der 2. Generation der zwischen den 1950er und 1980er Jahren Zugewanderten eine stärkere Teilnahme an beruflicher Weiterbildung vor. Das wird so interpretiert, dass die berufliche Weiterbildung weniger als Instrument der beruflichen Neuintegration als vielmehr der beruflichen Konsolidierung schon lange ansässiger Migranten der 2. Generation fungiert. Vor allem unter Geringqualifizierten bleibt die berufliche Weiterbildungsbeteiligung der 2. Migrantengeneration auch weiterhin deutlich hinter der ohne Migrationshintergrund zurück.
Unterschiede bestehen je nach Herkunftsregion: Am häufigsten (13 % im Jahr 2014) nehmen Zugewanderten aus den EU 15-Staaten an Weiterbildung teil, am seltensten Zugewanderte aus der Türkei (4,5 %), aus dem ehemaligen Jugoslawien (6,6 %) und aus der ehemaligen Sowjetunion.

## Didaktik
Erwachsenenbildung findet häufig nicht im Frontalunterricht statt, sondern mit starkem Handlungsbezug, der die berufstypischen Erfahrungen und die lebenspraktischen Erwartungen sowie die Ziele der Maßnahmenträger als auch der Teilnehmer selbst zu erfüllen hat.

### Handlungsorientierung
In der Erwachsenen- und Weiterbildung existieren vielfältige Lehrmethoden des selbstgesteuerten Lernens, die dem Lernenden weitgehende Eigenständigkeit bei der Umsetzung der Lernziele erlauben bzw. abverlangen, z. B.:
(alphabetisch)
- Coaching
- Handlungsorientierter Unterricht
- Lernen durch Lehren
- Planspiel
- Projektarbeit
- Zukunftswerkstatt

### Training on the job
Training on the job ist eine Form der beruflichen Weiterbildung, die auf Deutsch mit „Lernen am Arbeitsplatz“ umschrieben wird. Sie erfolgt am Arbeitsplatz durch Zusehen und Mitmachen unter Anleitung einer Facharbeitskraft – sowohl in der Einarbeitungsphase als auch in der Routinephase, um dann durch Einbringen weiterer und neuer Aspekte in den jeweiligen Tätigkeitsablauf die Betriebsblindheit in einem Unternehmen zu vermeiden oder rück zu bilden.
Andere Methoden der Personalentwicklung sind „Training off the job“ (Bildung ohne räumliche Nähe zum Arbeitsplatz) und „Training near the job“.

## Forschung und Studium
Für Weiterbildung, Weiterbildungsinnovationen und Weiterbildungsforschung gibt es an vielen Hochschulen der Bundesrepublik Deutschland eine eigenständige Professur. Erwachsenenbildung/Weiterbildung kann an zahlreichen Hochschulen als Studienrichtung der Erziehungswissenschaft im Rahmen eines Studiums studiert werden. Die Erwachsenenbildung wird in der Regel über Lehrstühle und Professuren realisiert, an einigen Hochschulen gibt es mehrere Professuren oder ganze Institute, die sich speziell der Erwachsenenbildung annehmen.
Darüber hinaus beschäftigt sich das Deutsche Institut für Erwachsenenbildung (DIE) mit der Entwicklung im Feld der Erwachsenen- und Weiterbildung. Das DIE betreibt selbst anwendungsrelevante und grundlagenbasierte Forschung, stellt wissenschaftliche Dienstleistungen zur Verfügung und entwickelt innovative Konzepte für die Praxis. Seine Forschungsarbeiten und Dienstleistungen auf wissenschaftlicher Grundlage erbringt das DIE mit dem Ziel, die Wissenschaft von der Weiterbildung und die Praxis der Erwachsenenbildung zu professionalisieren.
Das zentrale Fachorgan für Forschungsdiskurse und -ergebnisse der Erwachsenen- und Weiterbildungswissenschaft ist die Zeitschrift für Weiterbildungsforschung. Seit 2006 ist die Zeitschrift einem Peer-Review unterzogen und veröffentlicht von Experten begutachtete, qualitativ hochwertige Beiträge zu aktuellen Forschungsergebnissen und Entwicklungen der Erwachsenenbildungswissenschaft.
Auch mit Bürgeruniversitäten und Seniorenakademien engagieren sich einzelne Universitäten und Volkshochschulen im Weiterbildungsbereich.
Mit dem organisatorischen Teil der Erwachsenenbildung befasst sich das Bildungsmanagement.

## Erwachsenenbildung in Litauen
Die Erwachsenenbildung in Litauen ist ein Teil der litauischen Bildung. Es wird zwischen den Schulen der beruflichen Bildung und der allgemeinen Bildung unterschieden. Es gibt einige Gymnasien und mehrere Mittelschulen. Dort wird das Abitur angeboten. Nach den Abiturprüfungen wird ein Reifezeugnis ausgestellt. Die Organisationen der Erwachsenenbildung in Litauen sind im Litauischen Verband der Erwachsenenbildung (Lietuvos suaugusiųjų švietimo asociacija) zusammengefasst.